# Dipuo Letsatsi-Duba
Dipuo Bertha Letsatsi-Duba (nascida em 25 de setembro de 1965) é uma política sul-africana. Ela serviu como Ministra da Segurança do Estado no primeiro governo do presidente Cyril Ramaphosa de fevereiro de 2018 a maio de 2019. Anteriormente, ela adtuou como Vice-Ministra da Função Pública e Administração.